# Craig Hammack
Craig Hammack (* in Plano, Texas) ist ein US-amerikanischer Spezialeffektkünstler.

## Leben
Hammack studierte an der Texas A&M University und erhielt 1996 eine Anstellung als Technical Director bei Industrial Light & Magic. Sein Spielfilmdebüt hatte er 1997 bei Jan de Bonts Thriller Speed 2. Er wirkte auch an einigen Filmen des Star-Wars-Franchise mit, darunter Star Wars: Episode II – Angriff der Klonkrieger und Star Wars: Episode III – Die Rache der Sith. 2017 war er für Peter Bergs Katastrophenfilm Deepwater Horizon gemeinsam mit Jason Snell, Jason Billington und Burt Dalton für den Oscar in der Kategorie Beste visuelle Effekte nominiert. Im selben Jahr wurde er in die Academy of Motion Picture Arts and Sciences (AMPAS) aufgenommen, die alljährlich die Oscars vergibt.

## Filmografie (Auswahl)
- 1997: Speed 2 (Speed 2: Cruise Control)
- 1997: Titanic
- 1998: Spiel auf Zeit (Snake Eyes)
- 2001: Pearl Harbor
- 2002: Star Wars: Episode II – Angriff der Klonkrieger (Star Wars: Episode II – Attack of the Clones)
- 2005: Die Chroniken von Narnia: Der König von Narnia (The Chronicles of Narnia: The Lion, the Witch and the Wardrobe)
- 2005: Star Wars: Episode III – Die Rache der Sith (Star Wars: Episode III – Revenge of the Sith)
- 2006: Pirates of the Caribbean – Fluch der Karibik 2 (Pirates of the Caribbean: Dead Man’s Chest)
- 2008: Indiana Jones und das Königreich des Kristallschädels (Indiana Jones and the Kingdom of the Crystal Skull)
- 2009: Star Trek
- 2010: Die Legende von Aang (The Last Airbender)
- 2012: Battleship
- 2013: Die Unfassbaren – Now You See Me (Now You See Me)
- 2016: Deepwater Horizon
- 2016: Rogue One: A Star Wars Story
- 2017: Thor: Tag der Entscheidung (Thor: Ragnarok)
- 2018: Black Panther
- 2018: Skyscraper
- 2019: Captain Marvel
- 2021: Black Widow
- 2021: Red Notice
- 2022: Black Panther: Wakanda Forever

## Auszeichnungen (Auswahl)
- 2017: Oscar-Nominierung in der Kategorie Beste visuelle Effekte für Deepwater Horizon
- 2023: Oscar-Nominierung in der Kategorie Beste visuelle Effekte für Black Panther: Wakanda Forever